# Christine Mackenzie
Christine Mary Mackenzie es una bibliotecaria australiana, presidenta de la Federación Internacional de Asociaciones de Biblioteca e Instituciones (IFLA) de 2019 a 2021. Mackenzie fue presidenta electa entre 2017 y 2019 y parte de la Junta de Gobierno de 2011 a 2013. Trabajó en el Informe de Tendencias de la IFLA.

## Trabajos
Christine es licenciada en artes, graduada como bibliotecaria y presidenta  de la Asociación Australiana de Bibliotecarios e Información (ALIA) 2003-2004.
Christine es la presidenta de la Federación Internacional de Asociaciones de Biblioteca e Instituciones (IFLA) de 2019 a 2021, dirigiendo el campo bibliotecario bajo el lema "Vamos a trabajar juntos". Su mandato retoma los resultados de proyectos como la Visión Global de la IFLA donde los bibliotecarios alrededor del mundo crearon una estrategia desde las comunidades de base, donde uno de los puntos destacados en el reporte de la Visión Global está relacionado con el trabajo conjunto con comunidades y en trabajar más colaborativamente, así como desarrollar alianzas más fuertes.
Recibió su presidencia de manos de Glòria Pérez-Salmeron en Atenas, en el 85.º Congreso Mundial de Información y Bibliotecas y en su discurso de aceptación menciona el acceso a la información de las lenguas indígenas y la reestructuración de la IFLA para alcanzar el Marco Estratégico de dicha Federación entre 2019 a 2024. La sucedió en el cargo Barbara Lison (Alemania).